# Francis S. Low
Francis S. Low   (Albany, 15 d'agost de 1894 - Oakland, 22 de gener de 1964) Francis Stuart Low CBE va ser un oficial condecorat de la Marina dels Estats Unitss amb el rang d'Almirall de quatre estrelles. Com a expert en la guerra submarina, Low és acreditat amb la idea que els bombarders bimotors de l'Exèrcit podrien ser llançats des d'un portaavions. Aquesta idea es va adoptar més tard per a la planificació de l'atac de Doolittle.
Low es va distingir com a Cap d'Estat Major de la Desena Flota dels Estats Units durant la campanya de submarins a l'Oceà Atlàntic i va completar la seva carrera el 1956 com a Comandant, Frontera del Mar Occidental i Flota de Reserva del Pacífic.